# Kódinsk
Kódinsk (en rus Кодинск) és una ciutat del krai de Krasnoiarsk, a Rússia. Es troba a 10 km a la riba esquerra del riu Angarà, a 735 km al nord de Krasnoiarsk.

## Història
La vila fou creada el 1977 amb el nom de Kodínskoie per a la construcció de la central hidroelèctrica de Bogutxànskaia. Rebé l'estatus de ciutat el 1989.